# Giancarlo Rostirolla
Giancarlo Rostirolla (Roma, 11 marzo 1941) è un musicologo italiano.

## Biografia
Allievo di Franco Maria Saraceni, ha frequentato il corso di Paleografia musicale presso l’Università di Pavia (sede distaccata di Cremona).
Per circa trent’anni, dal 1968 al 1999, ha svolto attività di redattore presso la casa editrice RAI-ERI assumendo altresì la carica di condirettore della Nuova Rivista Musicale Italiana.
Fondatore, nel 1978, dell’Istituto di Bibliografia Musicale (IBIMUS) nonché della Fondazione Italiana per la Musica Antica (1969), è stato per diversi anni collaboratore del RISM.
Dal 1975 fa parte del Consiglio d’Amministrazione della Fondazione Giovanni Pierluigi da Palestrina di cui è attualmente condirettore artistico.
Dal 1999 al 2007 ha insegnato storia della musica moderna e contemporanea presso l'Università Gabriele D'Annunzio di Chieti.
Dal 2008 al 2010 è stato vice-presidente della Società Italiana di Musicologia.
Si occupa di bibliografia e biblioteconomia musicale, di storia delle istituzioni musicali ed è autore di numerosi saggi scientifici apparsi presso le più autorevoli pubblicazioni dedicate all’erudizione musicologica.

## Pubblicazioni principali
- Catalogo generale delle opere di Alessandro Scarlatti, in Roberto Pagano e Lino Bianchi, Alessandro Scarlatti, Torino, ERI, 1972, pp. 319-595.
- Laudi e canti natalizi in una inedita fonte fiorentina del primo Settecento, in Studi e fantasie: saggi, versi, musica e testimonianze in onore di Leonardo Pinzauti, a cura di D. Spini, Firenze, Passigli, 1996, pp. 287-331.
- (a cura di), Wagner in Italia, Torino, ERI, 1982.
- L'organizzazione musicale nell'ospedale veneziano della Pietà al tempo di Vivaldi, in «Nuova rivista musicale italiana», a. 13 (1979), n. 1, Torino, ERI, 1979, pp. 168-195.
- Fausto Torrefranca bibliografo e bibliofilo: genesi e storia di una prestigiosa raccolta musicale, in Fausto Torrefranca: l'uomo, il suo tempo, la sua opera, atti del convegno internazionale di studi,  Vibo Valentia, 15-17 dicembre 1983, a cura di G. Ferraro e A. Pugliese, Vibo Valentia, Istituto di bibliografia musicale calabrese, 1993, pp. 39-79.
- Biblioteche e archivi musicali: censimento, catalogazione, valorizzazione del patrimonio musicale, in «Annuario musicale italiano», vol. 1, Roma, CIDIM, 1989, pp. 377-383.
- Biblioteche e archivi musicali italiani: una nuova mappa, in «Annuario musicale italiano», vol. 2, Roma, CIDIM, 1993, pp. 693-845.
- La professione di strumentista a Roma nel Sei e Settecento, in «Studi musicali», a. 23 (1994), n. 1, Roma, Accademia nazionale di S. Cecilia, 1994, pp. 87-174.
- Busti ottocenteschi di Giovanni Pierluigi da Palestrina nei 'templi' romani dell'arte e della musica, in Musica senza aggettivi. Studi per Fedele d'Amico, a cura di A. Ziino, 2 voll., Firenze, Olschki, 1991, pp. 423-461.
- Luoghi e protagonisti della musica sacra nella Roma di metà Ottocento, in «Nuova rivista musicale italiana», a. 9 n.s. (2005), n. 3, Roma, Rai-Eri, 2005, pp. 307-349.
- La Cappella Giulia in San Pietro negli anni del magistero di Giovanni Pierluigi da Palestrina, in Atti del Convegno di studi palestriniani, 28 settembre-2 ottobre 1975, a cura di F. Luisi, Palestrina, Fondazione Giovanni Pierluigi da Palestrina, 1977, pp. 99-283.
- Palestrina 'ridotto' per quartetto d'archi: una inedita testimonianza musicale per la storia della ricezione palestriniana nel Settecento, in Atti del II Convegno internazionale di studi palestriniani. Palestrina e la sua presenza nella musica e nella cultura europea dal suo tempo ad oggi. Anno Europeo della Musica, 3-5 maggio 1986, a cura di L. Bianchi e G. Rostirolla, Palestrina, Fondazione Giovanni Pierluigi da Palestrina-Centro Studi Palestriniani, 1991, pp. 361-405.
- Per la storia della Biblioteca musicale della Chiesa Nuova: Palestrina e altri maestri della polifonia tra i «Libri del Coro» e «di Sacrestia» nel 1608, in Palestrina e l'Europa. Atti del III Convegno internazionale di studi (Palestrina, 6-9 ottobre 1994), a cura di G. Rostirolla, S. Soldati, E. Zomparelli, Palestrina, Fondazione Giovanni Pierluigi da Palestrina, 2006, pp. 1171-1197.